# Забул
Забул е провинция в южен Афганистан с площ 17 343 км² и население 365 920 души (2004). Административен център е град Калат.

## Административно деление
Провинцията се поделя на 9 общини.